# Csha Dzsonghjok
Csha Dzsonghjok (hangul: 차정혁, handzsa: 車正赫, RR: Cha Jong-hyok; Phenjan, 1985. szeptember 25. –) válogatott észak-koreai labdarúgó, hátvéd.

## Pályafutása
2005–2010 között az Amnokkang (Amrokgang) SC, 2010–2015 között a svájci FC Wil labdarúgója volt.
2005–2015 között 45 alkalommal szerepelt az észak-koreai válogatottban. Részt vett a 2010-es dél-afrikai világbajnokságon és a 2015-ös ausztráliai Ázsia-kupán.